# Ricardo Bolado
Ricardo Bolado Velázquez (Oviedo, Asturias, c. 1866-Madrid, c. 1928) Fue un pintor y profesor asturiano.

## Vida y Obra
Cursó Derecho en la Universidad de Oviedo y acudió a la Escuela de Bellas Artes de Oviedo y al Círculo de Bellas Artes de Madrid. Se dedicó al cuadro de costumbres, al paisaje y al retrato. Gracias a su amistad con Tomás García Sampedro, acudió algunos veranos a la Colonia Artística de Muros de Nalón, donde trabó especial amistad con Maximino Peña, Cecilio Pla y Félix González-Nuevo. Combinó la pintura con clases de música y matemáticas que impartió en una academia de Pola de Lena. Ya de muy joven destacaba su capacidad para el dibujo, como se puede apreciar en algunos retratos y paisajes conservados, de cuanto contaba catorce y dieciséis años. A la exposición bienal del Círculo de Bellas Artes de 1893 presentó dos obras: Una aldea de Asturias y Un segador. Tras la muerte de su padre hacia 1894, vivió en Santander —donde nació su hijo sordomudo—, en San Sebastián y en Madrid, en cuyo Centro Asturiano celebró en 1917 una exposición, plagada de obras de tema naturalista. En 1919 se presentó a la Exposición de Bellas Artes de Santander con las pinturas Un viejo marino de Santander, Asturiana y Un forno asturiano. Una obra suya, titulada Puente/Paisaje asturiano pertenece a la colección del Museo de Bellas Artes de Asturias y se pudo ver en la exposición Pintura asturiana del siglo XIX. Del romanticismo al naturalismo, en 2007. Cuando murió estaba separado de su esposa y de su hijo.